# Brissac-Quincé
Brissac-Quincé korábbi község Franciaország Loire mente régiójában, Maine-et-Loire megyében. 2016. december 15-én kilenc másik korábbi községgel egyesült és Brissac Loire Aubance új község része lett.
Lakosainak száma 3106 fő (2018. január 1.). Brissac-Quincé Les Alleuds, Charcé-Saint-Ellier-sur-Aubance, Notre-Dame-d’Allençon, Saint-Jean-des-Mauvrets, Saint-Saturnin-sur-Loire és Vauchrétien községekkel határos.

## Fekvése
Mûrs-Erignétől délkeletre fekvő település.

## Története

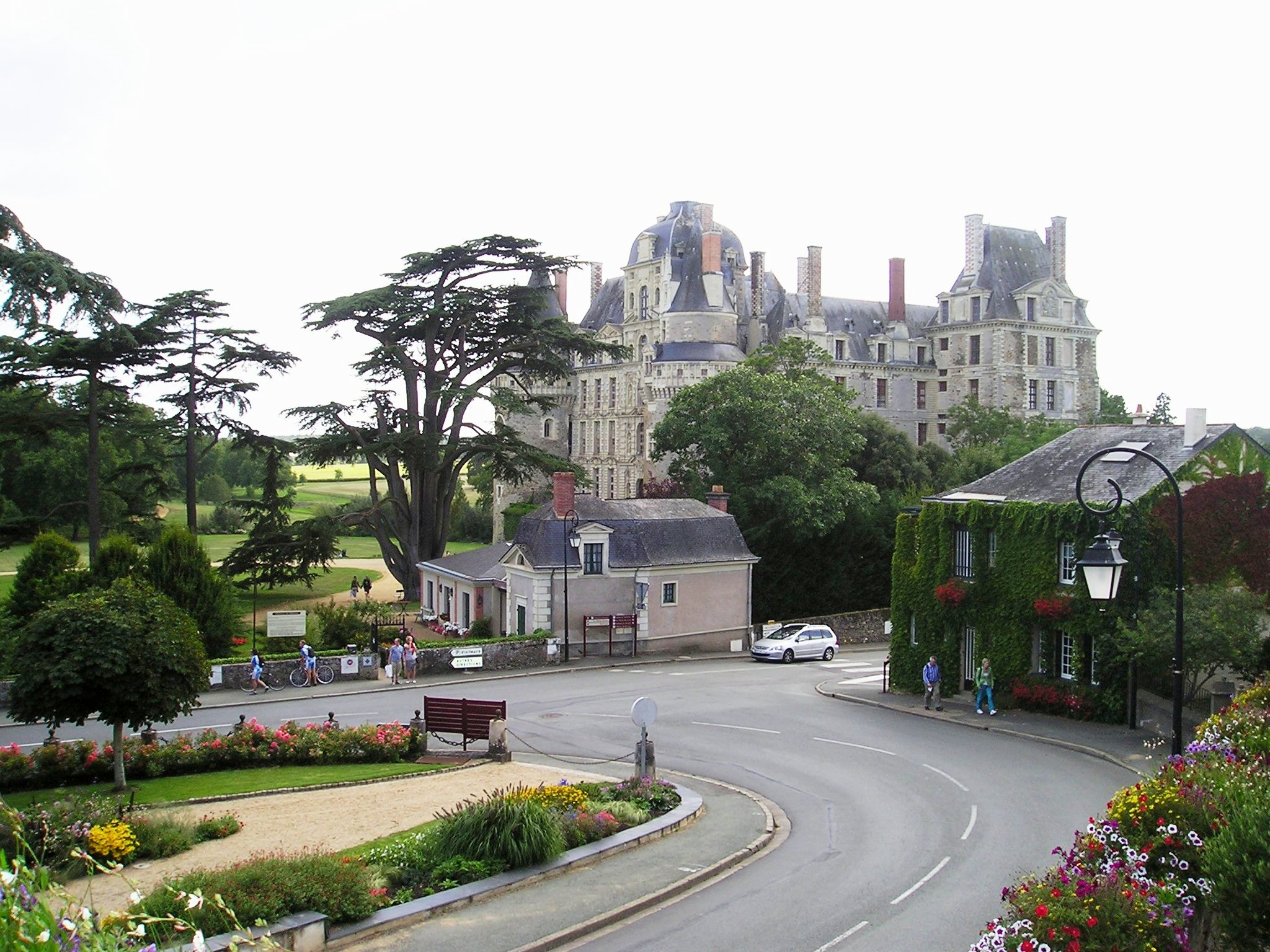

A település kastélyának ura Charles de Cossé, Franciaország marsalja még a 17. században érdemei elismeréséül kapta a Brissac hercege címet. A kastély parkjában megtalálható a Cossék mauzóleuma is. Brissac kastélya 1614 és 1625 között épült. Fontainebleau-i Jackues ď Angluze vezetésével a kastélyon építészek egész hada dolgozott itt. A korábbi vár két nagy kerek tornyát már csak díszítésnek használtk fel. Az új kastély szárnyépületeiben  a XIII. Lajos korának stílusára jellemző, kupolával ellátott pavilonok a stílustörés elkerülése végett még sok reneszánsz elemet is tartalmaznak.
A kastély belsejében a Brissac ősök portréinak sora található.

## Brissac-kastély

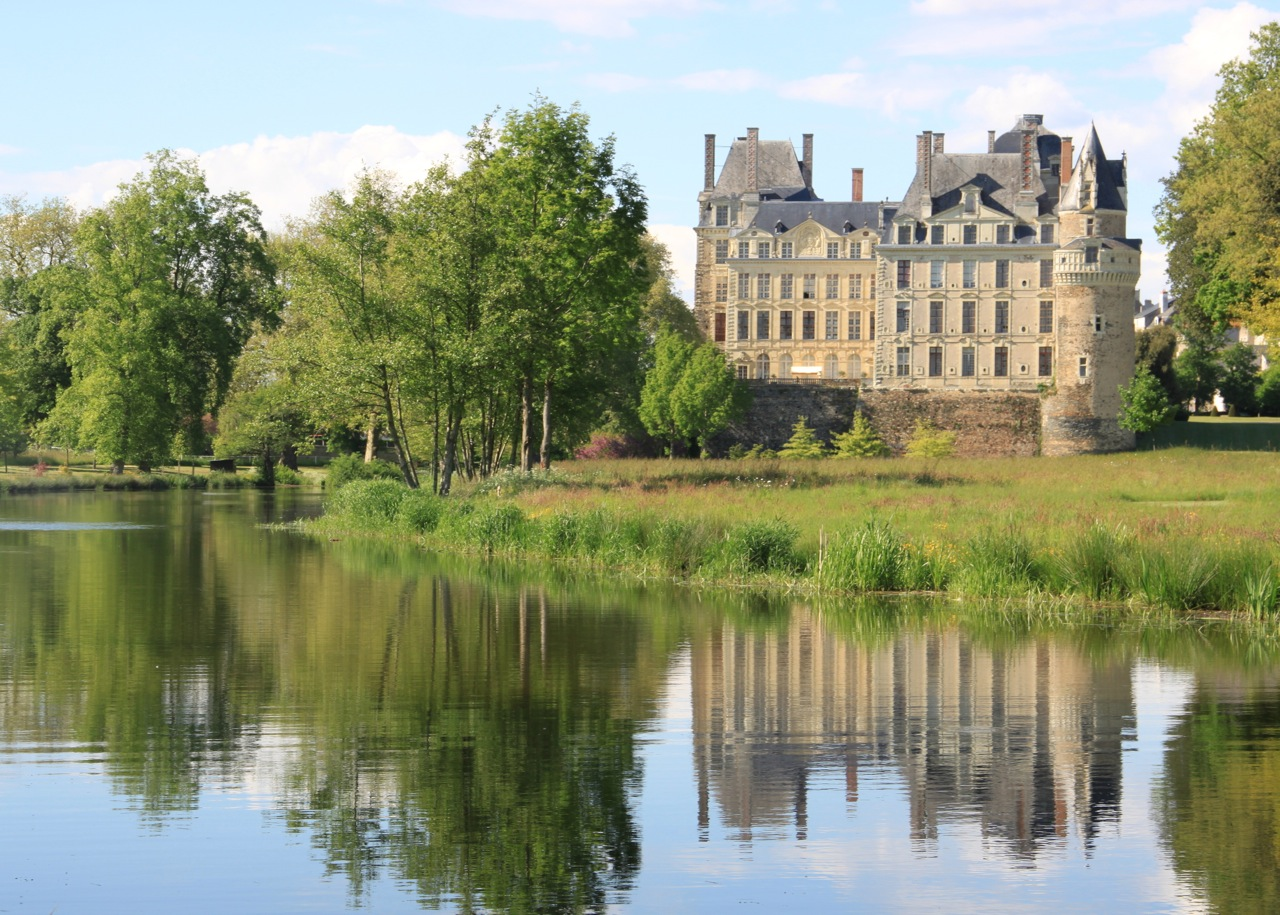
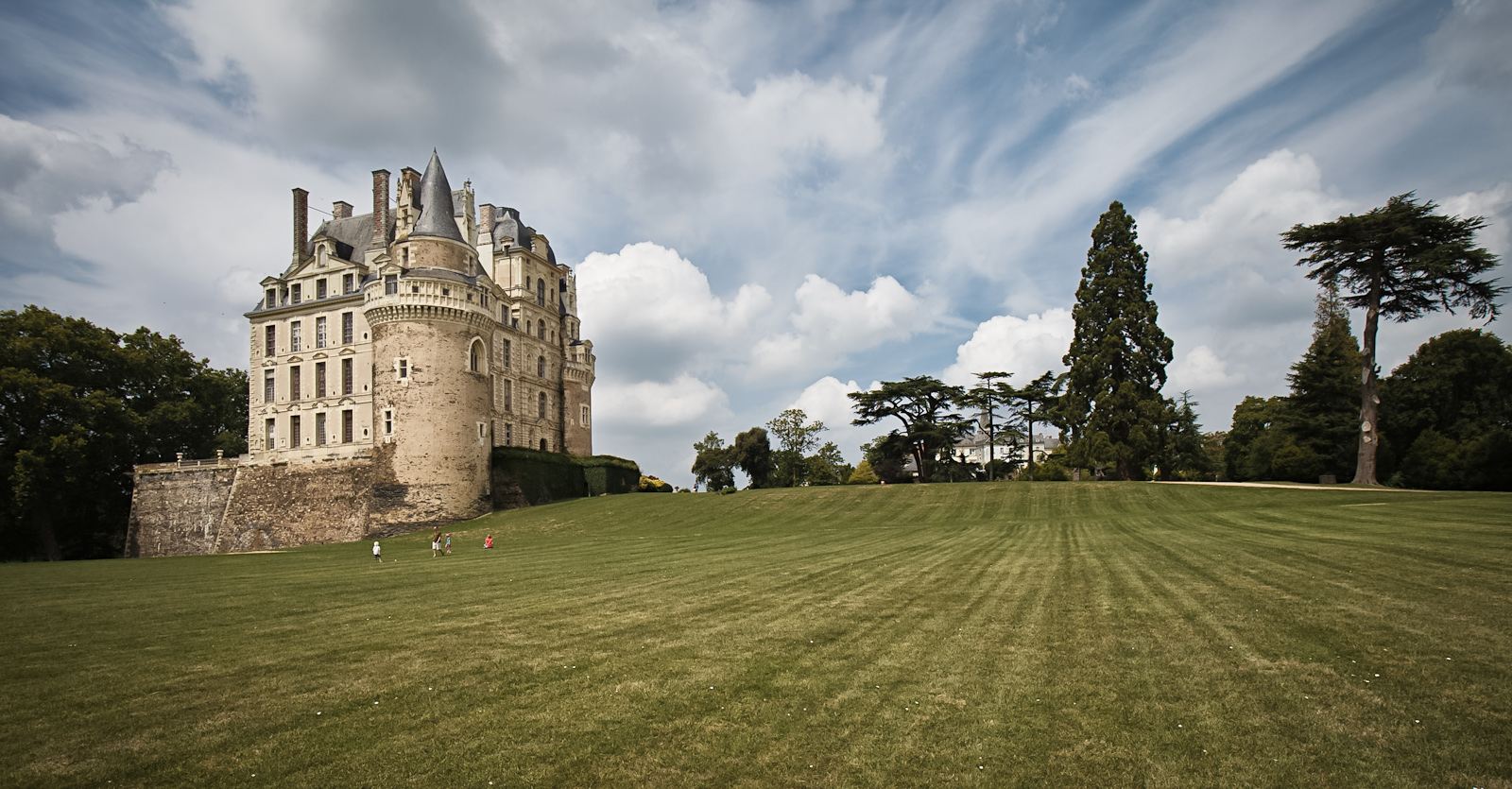
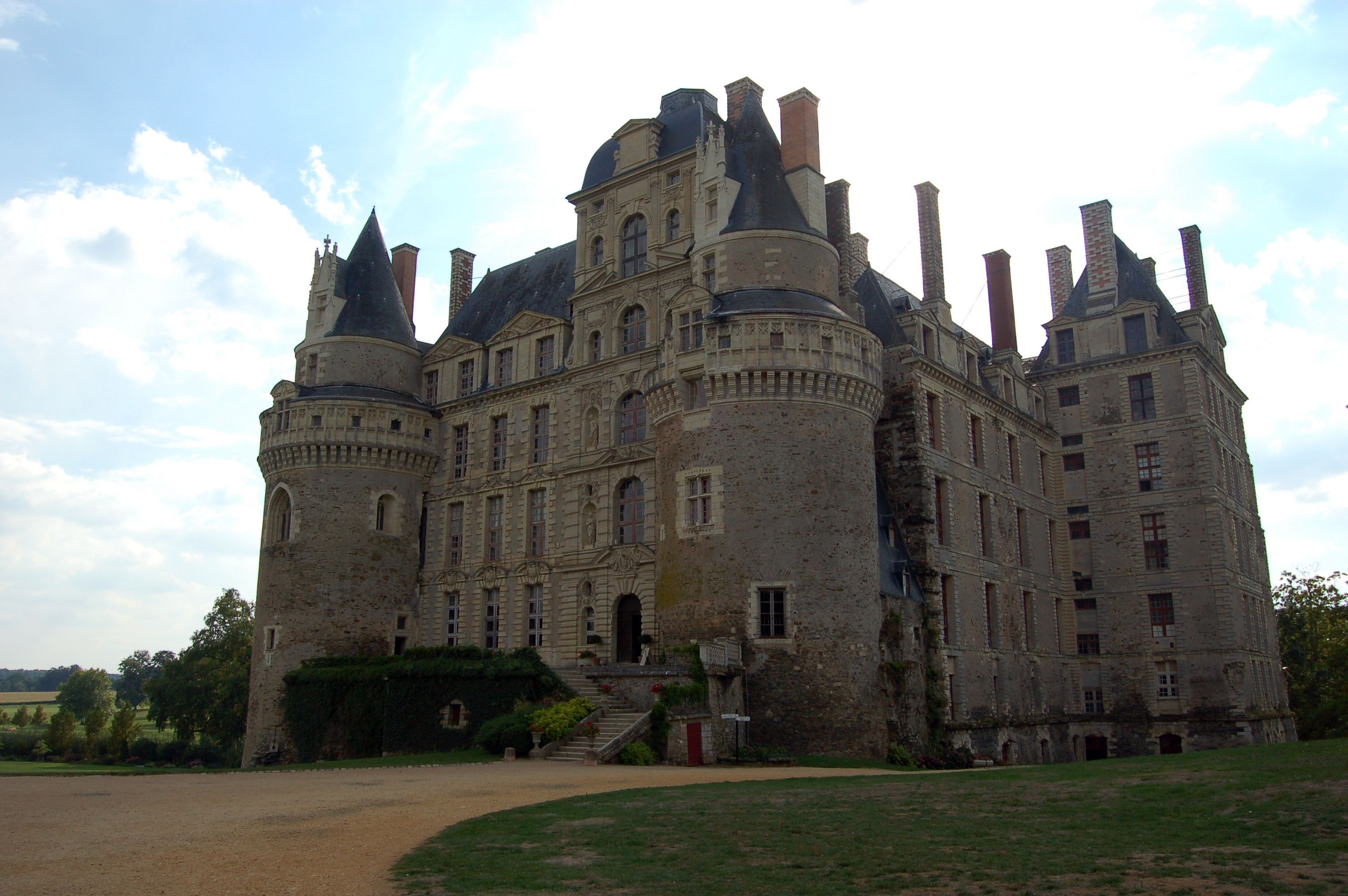
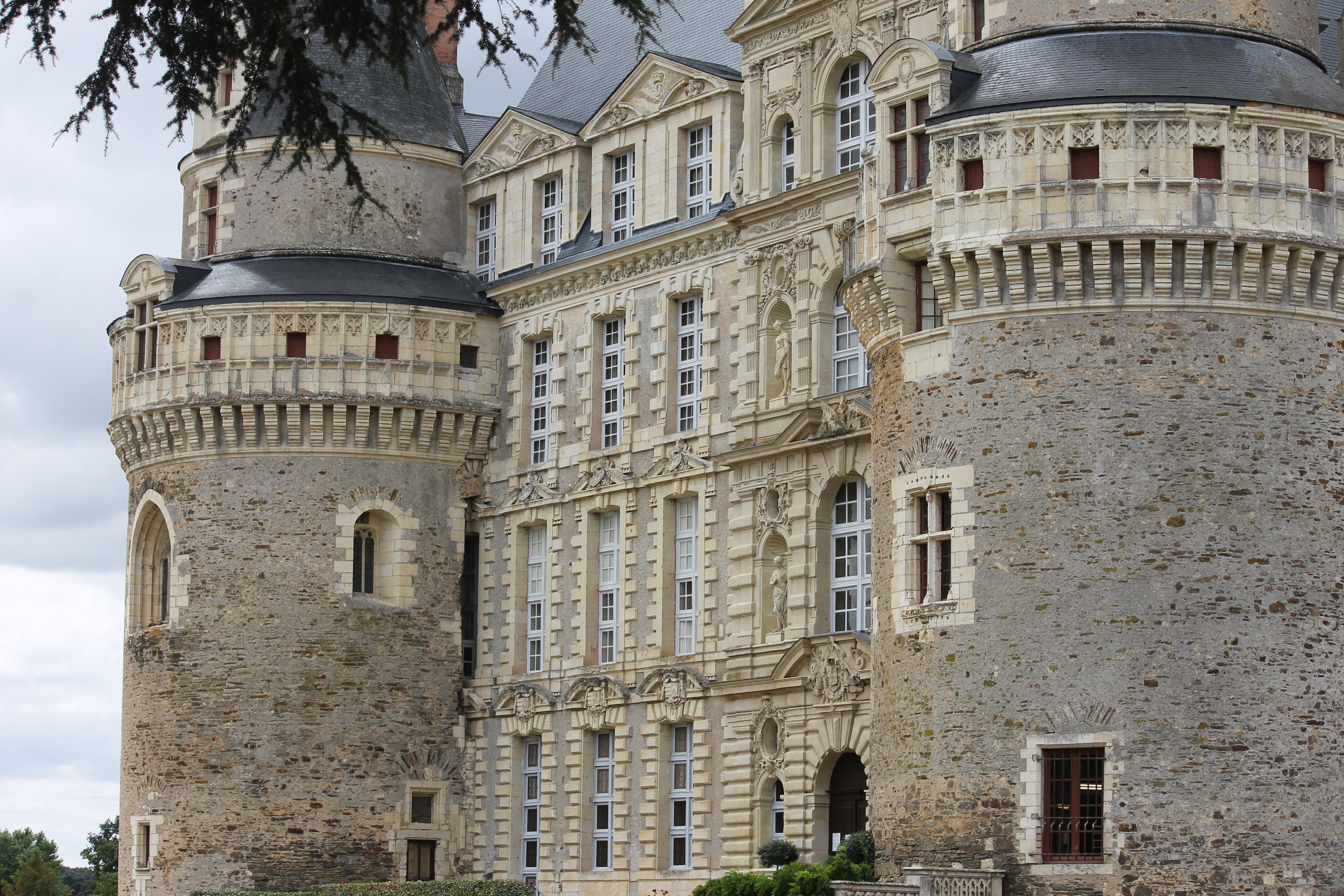
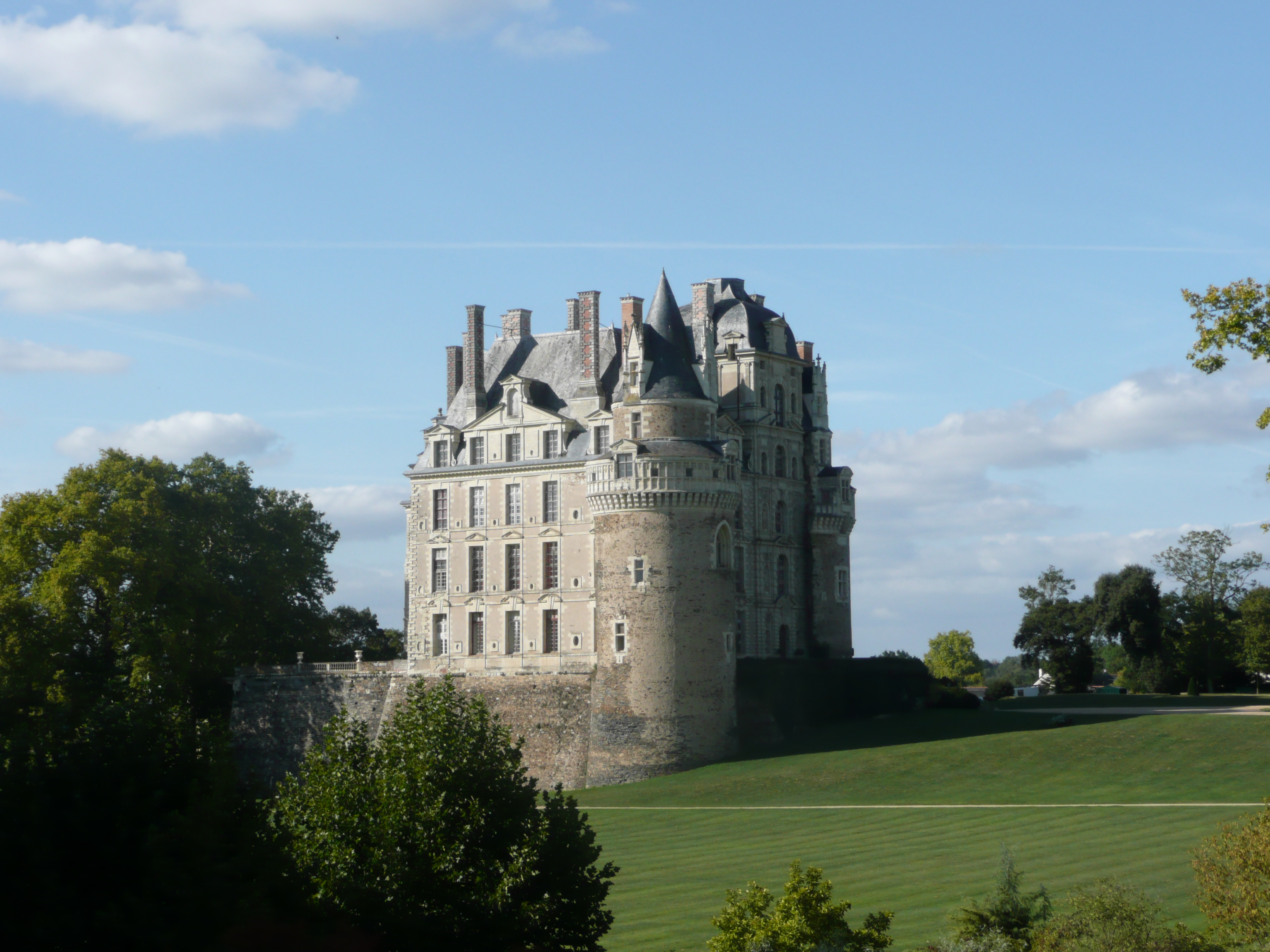
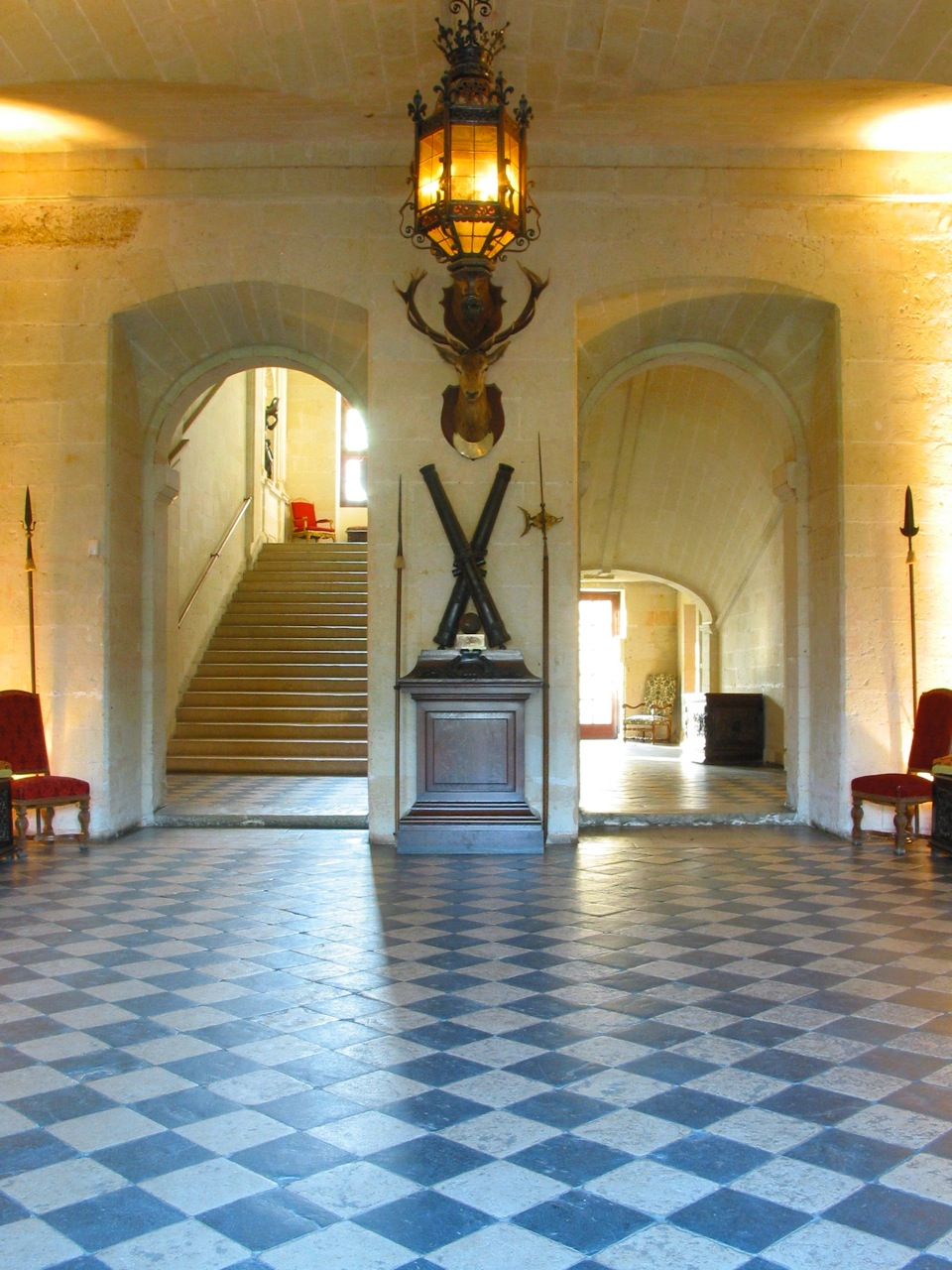
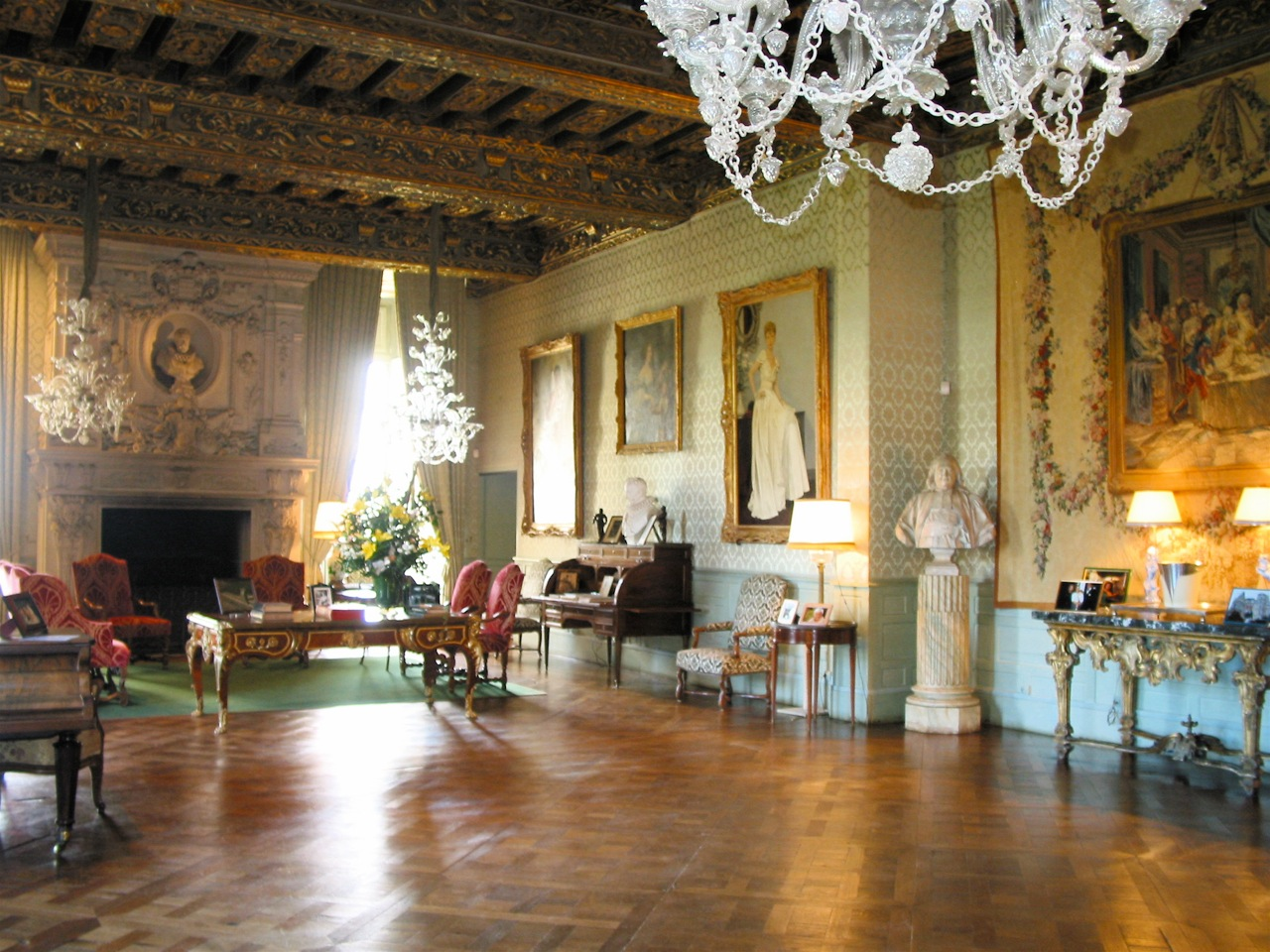
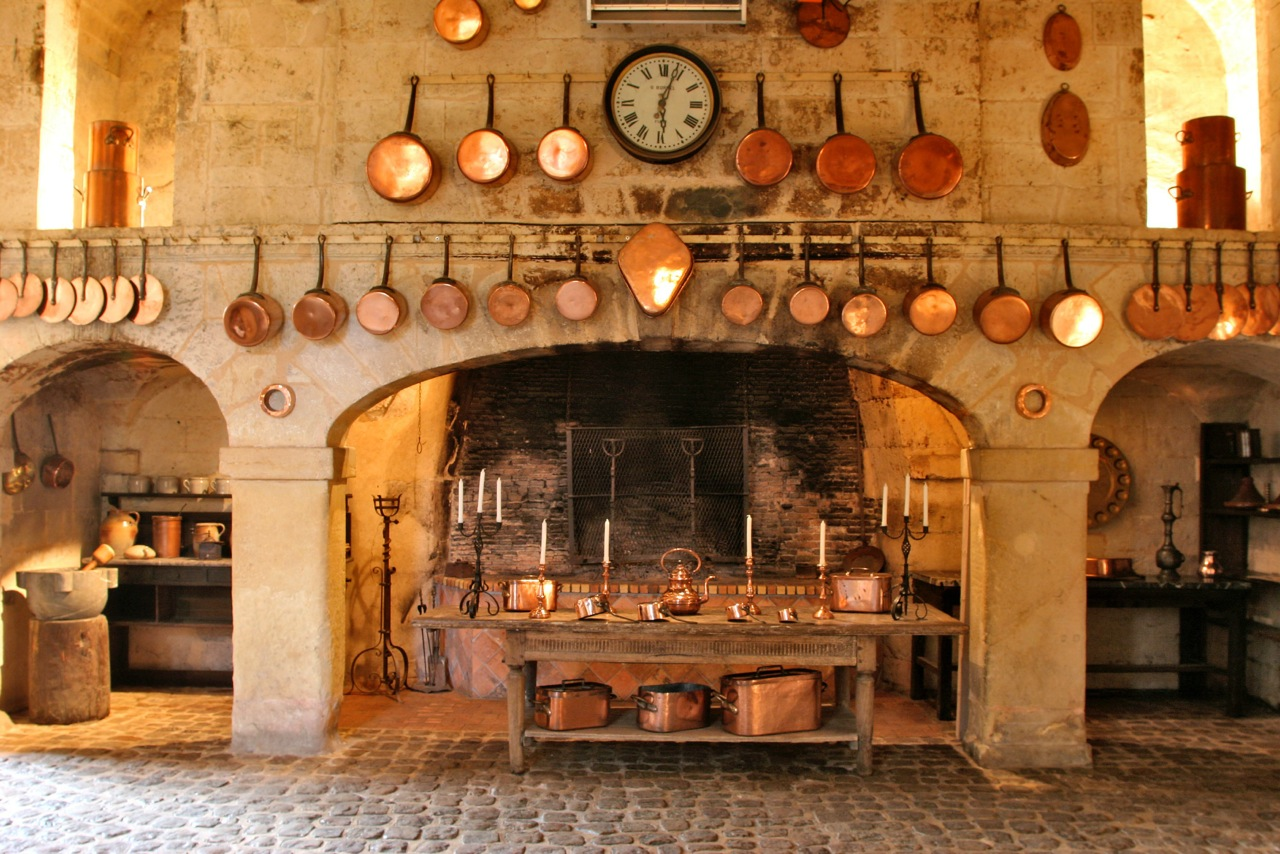
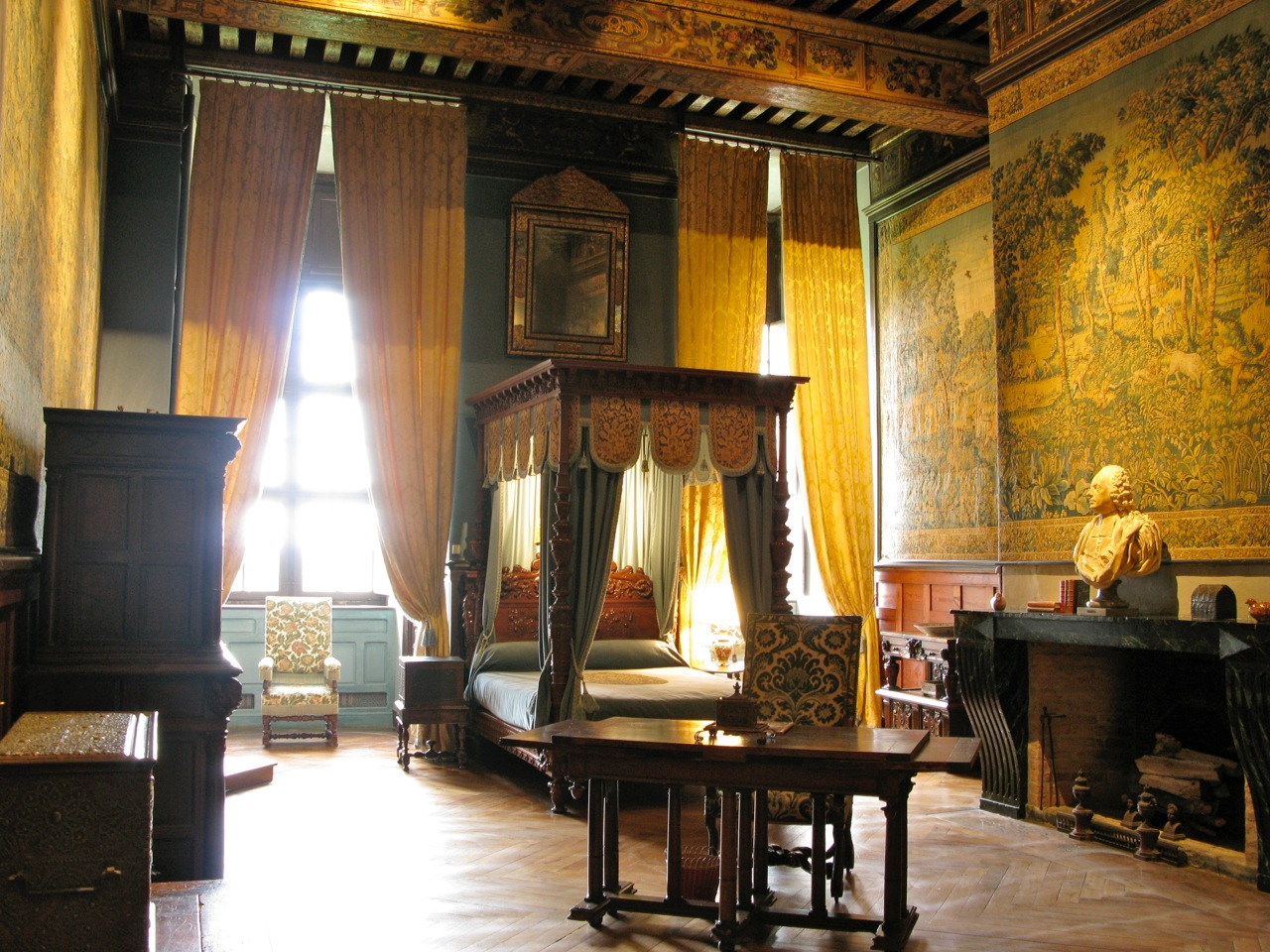
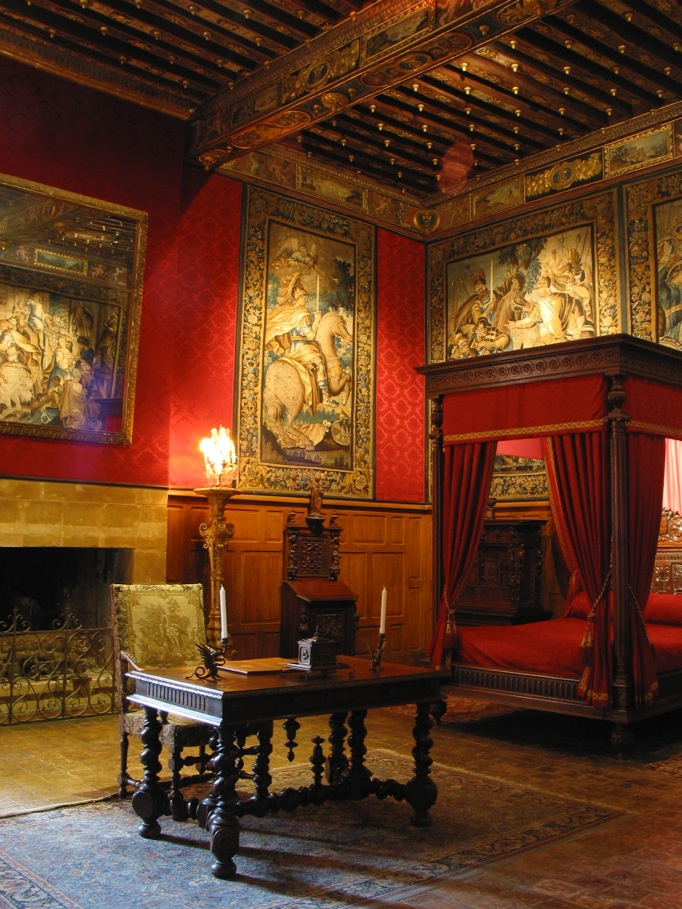

## Szt. Vincent templom

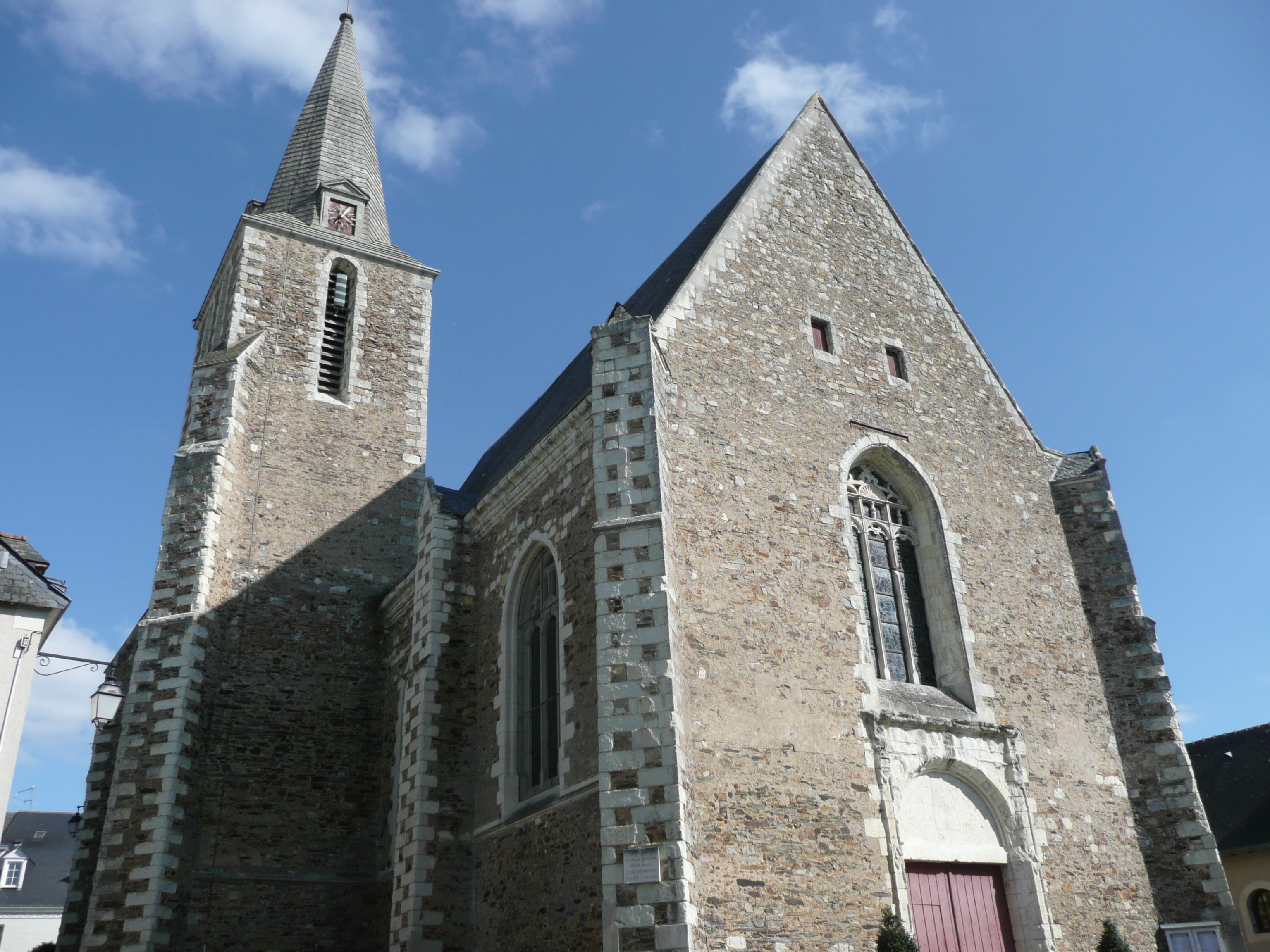
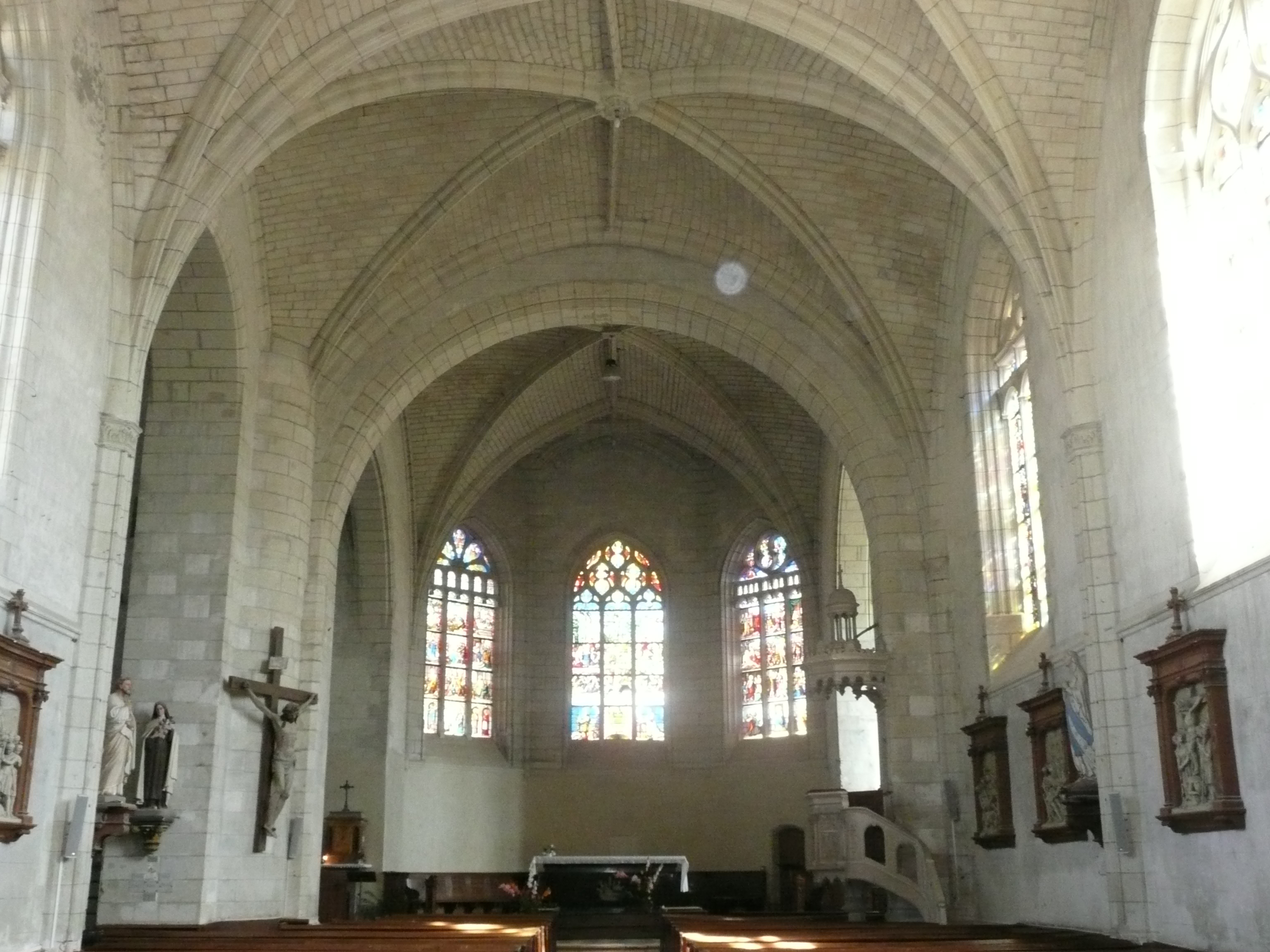
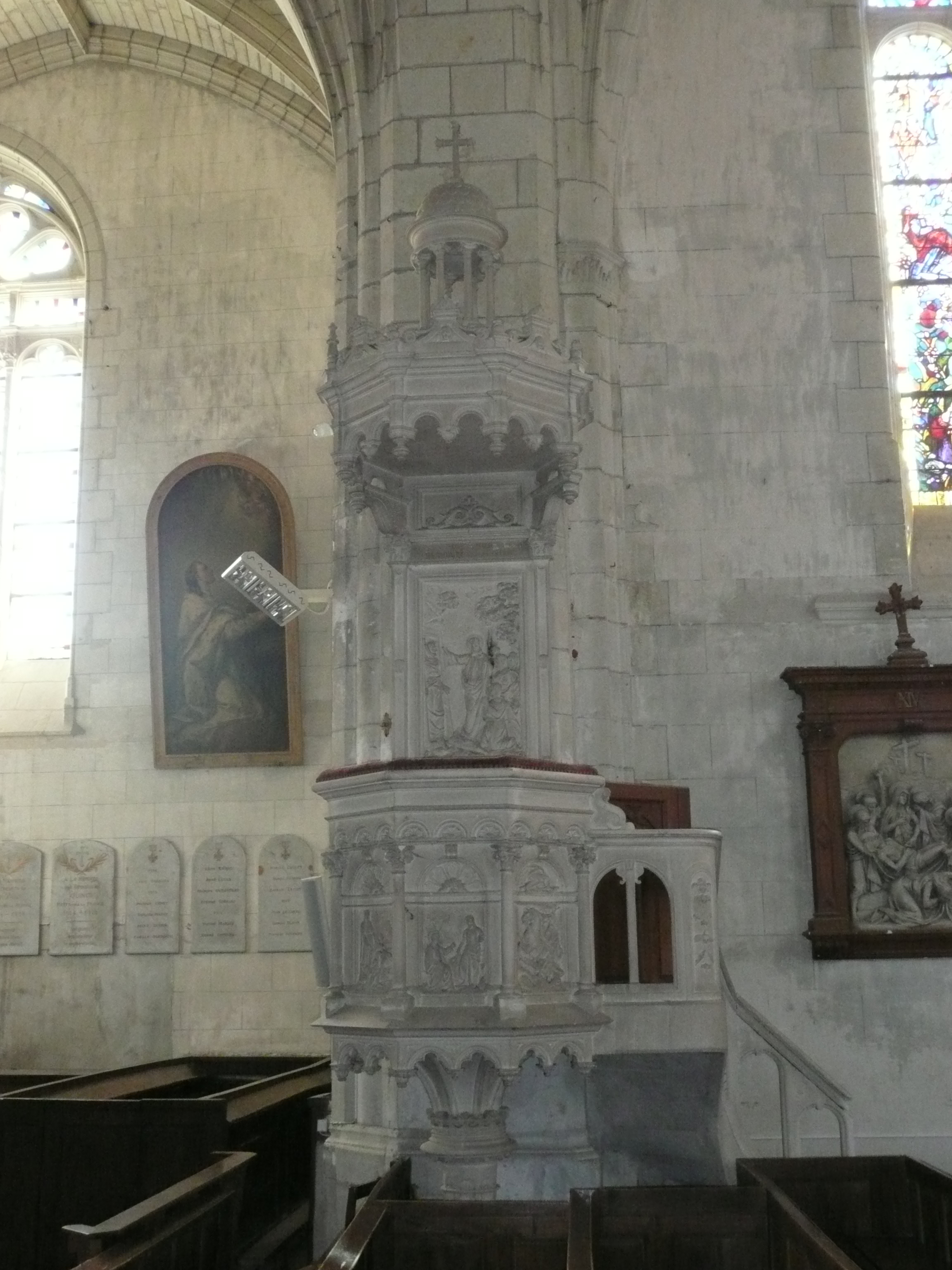
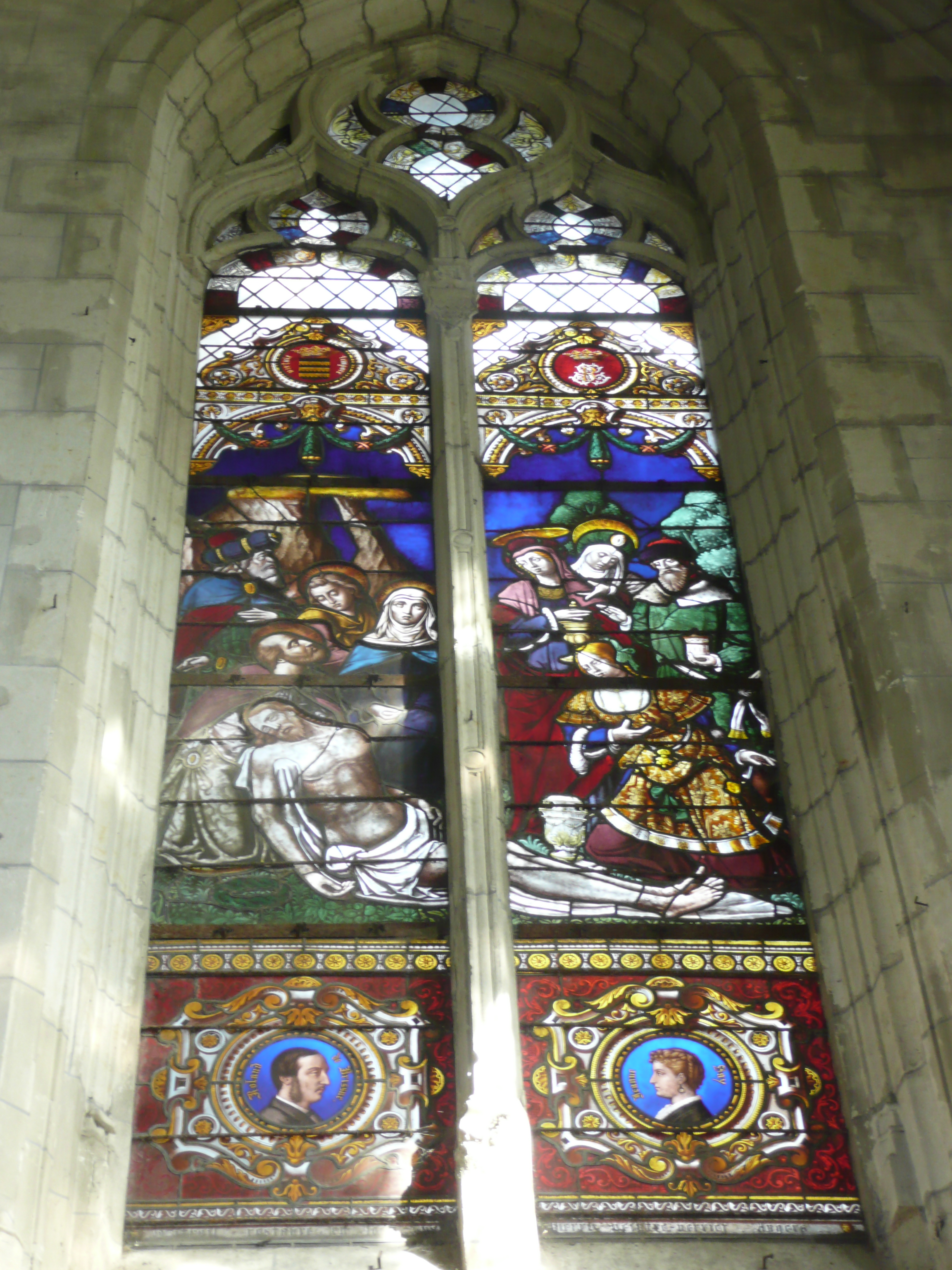
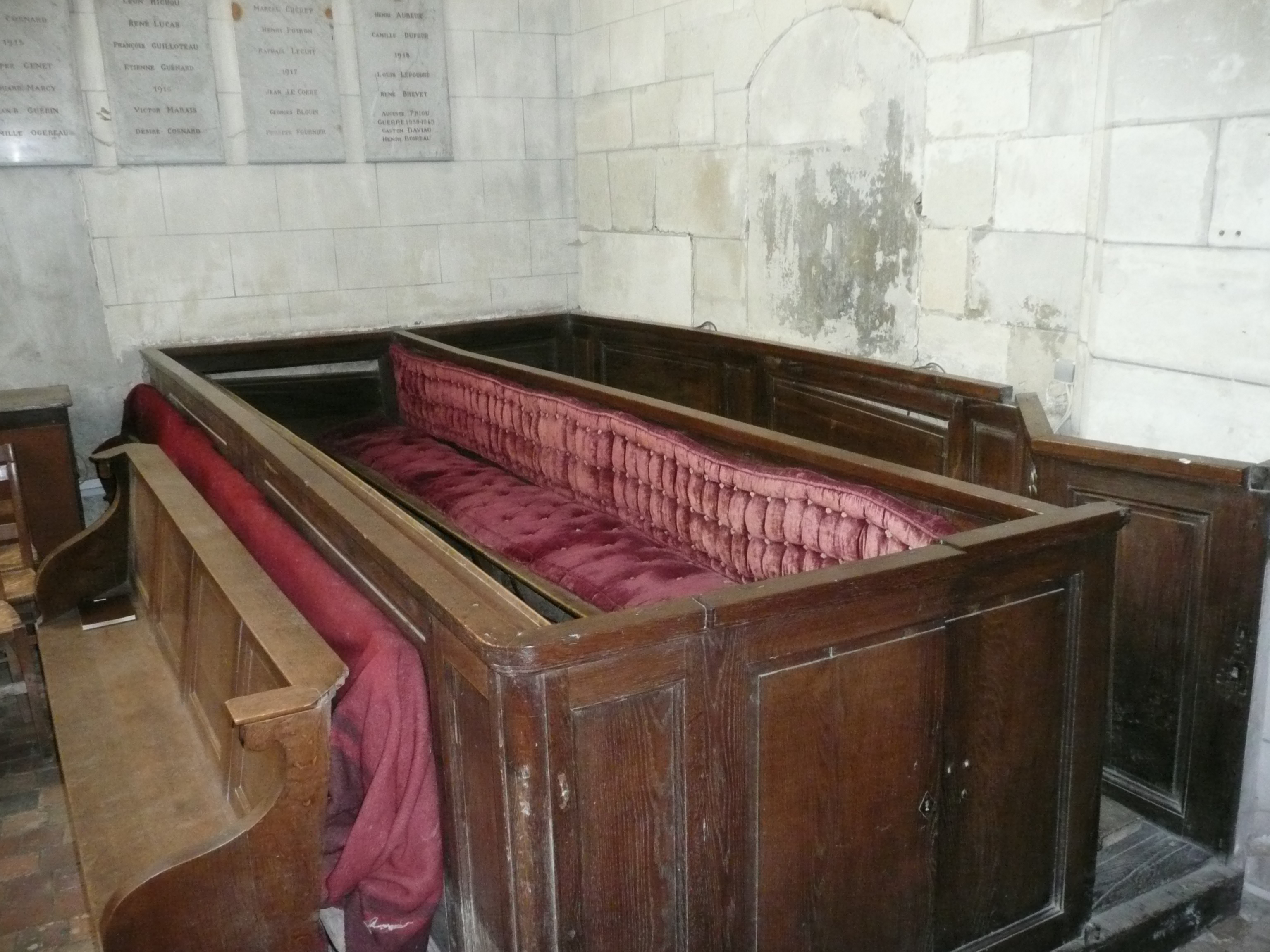

## Nevezetességek
- Kastély
- Szt. Vincent templom

## Népesség
A település népességének változása:
| Lakosok száma | 3059 | 3066 | 11 156 | 3095 | 3106 |
|               | 2013 | 2015 | 2016   | 2017 | 2018 |